# آن ماري سلامة
آن-ماري سلامة (24 يوليو 1990 -) ممثلة لبنانية

## حياتها ونشاتها
ولدت في فاريا. درست في مدرسة مار منصور دي بول- عجلتون، وتخرجت من الجامعة اللبنانية معهد الفنون الجميلة. ثم حازت على دبلوم دراسات عليا في الفن الدرامي

## مسيرتها
بدأت مسيرتها التليفزيونية مع مشرف دبلومها الجامعي قسم السينما المخرج سمير حبشي بـ«الحلّ بإيدك» للكاتب شكري أنيس فاخوري، بعدها في مسلسلي مجنون ليلى وسارة، للكاتبة كلوديا مرشليان، التّي قدمتها أيضاً كبطلة مساعدة مع المخرج فيليب أسمر بمسلسل أجيال عن دور المحامية «ميتر صباح» المريضة نفسياً والتي تصاب بنوبات غضب هستيرية. ثم في غلطة عمري حيث لعبت دور فتاة مرحة سهلة المنال، تبدلت بعد زواجها. ثمّ في «جذور» عن دور «هنادي» الامرأة المعنفة والمستغلّة.

## قضايا
تعرضت لمحاولة اغتصاب علي يد شخص يدعي محمد البابا، والتي صدر مازالت في مرافعات القضاء اللبناني.

## أعمالها[4]
- فارس الأحلام عن دور «هلا» نجمة لبنانية تقع بغرام المخرج الأكبر منها سنّاً- كتابة منى طايع.
- قطبة مخفية - كتابة مروان نجار.
- بدل عن ضايع عن دور «جيهان» سكرتيرة قاسية تدخل بلعبة العصابة وتقع ضحيتها- إنتاج رؤى بروداكشن.
- يوحنا فم الذهب عن دور «الامبراطورة افادوكبا» – إخراج ميلاد الهاشم.
- آخر خبر عن دور «هنادي» شخصيّة كوميدية جديدة وغريبة الأطوار - إخراج هشام شربتجي.
- الأرملة والشيطان عن دور «الفتاة الجذابة المافياوية»- كتابة مروان العبد.
- الحب القديم عن دور «سابين» الخائفة من خسارة حبها- كتابة جبران ضاهر.
- الغالبون 2 عن دور «مريم» فتاة جنوبية محجبة تعيش مأساة الحرب أثناء الاحتلال الإسرائيلي- إخراج رضوان شاهين.
- لولا الحب عن دور «كاتيا» عارضة أزياء يمتلكها الشر بعد فشلها في الحب- إخراج ايلي ف. حبيب.
- الهروب إلى النار عن دور «ريما» التي تعيش صراع بين حبها القديم والجديد - كتابة جان قسيس - إخراج ألبير كيلو.
- الحاجز الأخير بطولة مطلقة عن دور «ليال» فلاحة جنوبية قوية وحنونة، كتابة وإخراج الإيراني هادي نايجي.سيتم عرضه قريباً.

### ضيفة شرف
- خيوط في الهواء - عارضة أزياء متهمة بجريمة قتل - كتابة طوني شمعون- إيلي معلوف.

• «كفى» - امرأة محجبة زواجها مهدد بالطلاق تعيش صراع بين خسارة حضانة طفلها أم أن يصبح لها ضرّة.

### مسرحيات
- المسرحية العبثية الأمثولة للمخرج والممثل نيكولا دانيال والمؤلف «ايونيسكو» بدوري التلميذة والخادمة - تم عرضها في مهرجان المسرح العالمي.
- المسرحية الكوميدية سوزان وإم طعان للمخرج والممثل نيكولا دانيال، عن دور الخادمة الجذابة التي تخطط لخطف سيدة المنزل «ميراي بانوسيان» مقابل مبلغ من المال.
- المسرحية العبثية المطعم الإيطالي للمخرج الياباني «ناوهيكو اوميواكا» عن دور «ميتسوكو تاشيغورا» الشخصية الرئيسية التي تنتمي إلى عالم الأموات، حيث تدور حوادث المسرحيّة في الجحيم.

• المسرحية العبثية التعبيرية البحث عن الجنة مع د. جان داوود.

### ورشة العمل
- مسرح ال نو –noh الياباني مع المخرج«ناووهيكو اوميواكا».

• comedia dell’arte مع الممثلة البولونية«ريناتا سبينك».
• حركة الجسد على المسرح مع المخرج والباحث المسرحي، العراقي-الإيطالي «قاسم بياتلي».
• التمثيل الوجداني مع المخرج، المدرب والممثل الأمريكي «باسيل هوفمن».
• التعبير الجثماني مع أستاذ الدراماتورجيا والإخراج الدكتور جان داوود.

### أفلام
- أبرياء ولكن إنتاج مروى غروب على شاشة الMTV.
- سولو الليل الحزين إنتاج M&M و E Tayeh entreprise

كتابة طوني شمعون على شاشتي المستقبل وال OTV.
- مسرحية King Lear لشكسبير مع المخرج الياباني Naohiko Oumeaka بخمسة شخصيات مختلفة عرضت في مهرجان البستان.
- صرخة روح على شاشة ال MTV.
- مدرسة الحبّ في ثلاثية «كذبك حلو» إنتاج أمير نعمو وتوزيع Eagle Films على شاشة الOSN.
- إطلالة خاصة في «كواليس المدينة» على شاشة الجديد.
- مسلسل «وين كنتي» إنتاج مروى غروب، إخراج سمير حبشي، كتابة كلوديا مرشاليان، على شاشتي ال LBC وال LDC.

## جوائز
- تكريم من إيران عن دور «سلمى» في فيلم حبل كالوريد ذات الإخراج الإيراني الذي حاز على عدة جوائز في مختلف المهرجانات السينمائية.
- تكريم من «مركز بيروت الدولي» عن دور «مريم» في مسلسل الغالبون الجزء الثّاني.
- جائزة «الموركس دور» 2014 عن دورها بمسلسل جذور.
- جائزة أفضل ممثلة عن جميع أعمالها من موقع «إنت وين؟» لصاحبها «ڤيكاين تشابريان» سنة 2016.

## روابط خارجية
- آن ماري سلامة على موقع IMDb (الإنجليزية)
- آن ماري سلامة على موقع قاعدة بيانات الأفلام العربية